# Wunschkonzert (1955)
Wunschkonzert ist ein deutscher Musikfilm aus dem Jahre 1955 von Erik Ode mit Peter Frankenfeld, Georg Thomalla, Renate Holm und Germaine Damar in den Hauptrollen. 

## Handlung
In den 1950er Jahren feiert der deutsche Rundfunk- und Fernsehmoderator Peter Frankenfeld große Publikumserfolge mit seiner Ratesendung “1:0 für Sie”. Einer der Kandidaten ist diesmal der Hilfsbuchhalter Willy Vogel, der zugleich die Musik-Komposition hobbymäßig betreibt. Ihm wird zur Aufgabe gestellt, im Rahmen der anderthalbstündigen Sendung ein Orchester aus lauter Laien zusammenzustellen. Mit Hilfe der Sängerin Renate Holm begibt er sich nun auf fieberhafte Suche nach geeigneten Kandidaten und hat infolgedessen so manches Abenteuer zu bestehen. 
Kurz vor Schluss präsentiert Willy ein eigenes Orchester, dass eine seiner Kompositionen vorträgt: ein Reklamespezialist spielt das Piano, die Klarinette wird von einem Gerichtsvollzieher geblasen, ein Student der Medizin trommelt am Schlagzeug, ein Direktor zupft an der Bassgeige und ein Feuerwehrmann versucht sich an der Gitarre. Vogel schafft es durch seine Aktion sogar, dass der etwas heruntergekommene Jazztrompeter Brown auf diesem Weg zu seiner alten Passion zurückfindet. Willys Einsatz macht sich voll bezahlt; der Auftritt von ihm und seinen Laien wird ein toller Erfolg beim Publikum. Er bekommt sogar am nächsten Tag mit seinem Orchester einen Vertrag für eine Tournee angeboten, und außerdem gewinnt Willy das Herz von Renate Holm.

## Produktionsnotizen

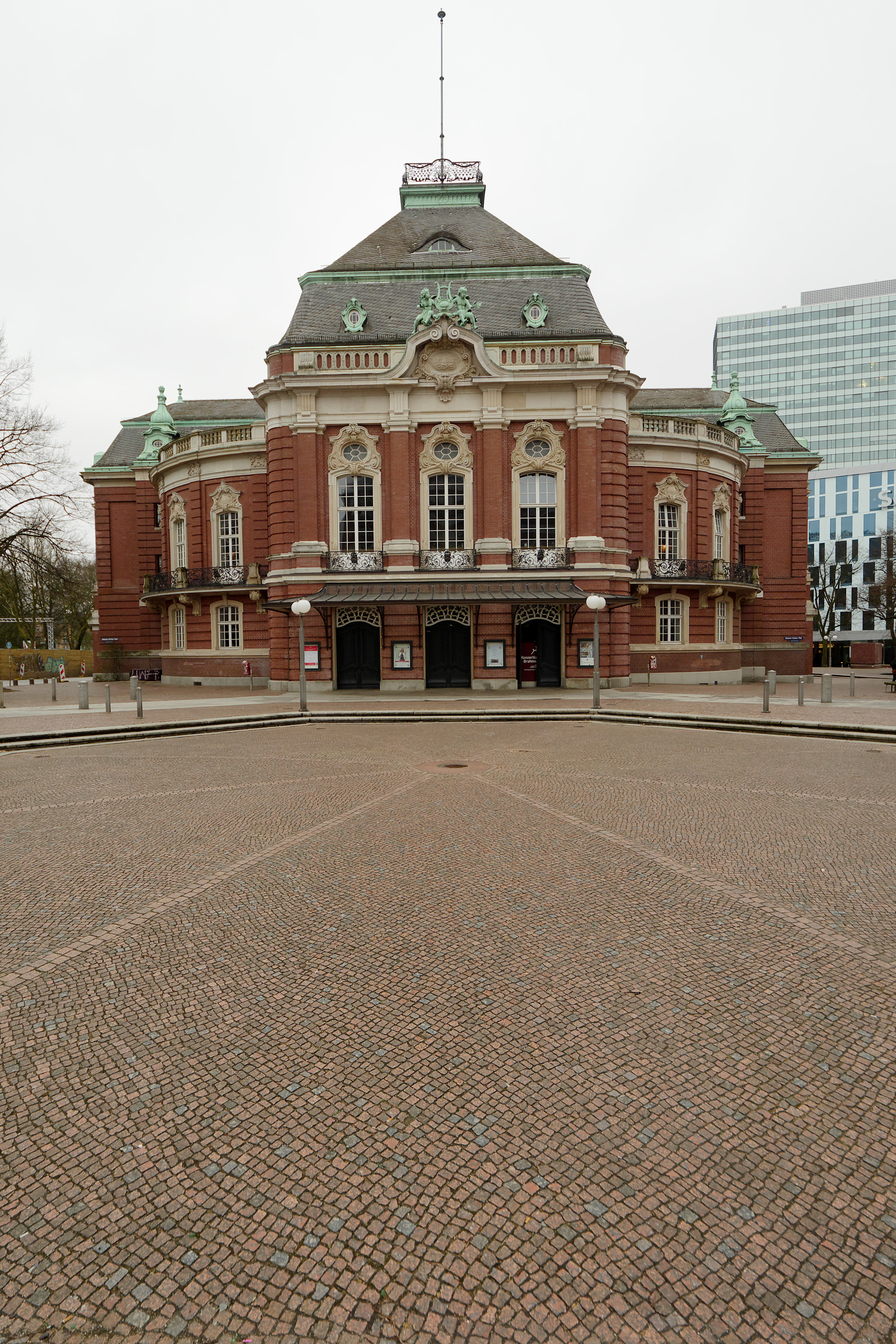
Einer der Drehorte: die Hamburger Musikhalle

Wunschkonzert entstand im Atelier von Bendestorf bzw. in Hamburg (Außenaufnahmen in der Musikhalle, Foto links) und wurde am 8. September 1955 in der Hansestadt uraufgeführt. Die Berliner Premiere war am 7. Oktober desselben Jahres. Die Aufnahmen zur Sendung entstanden live mit Publikum.
Aldo von Pinelli übernahm die Herstellungsleitung, Herbert Sennewald die Produktionsleitung. Max Mellin und Wolf Englert schufen die Filmbauten. Günther Senftleben war einfacher Kameramann.
Es tanzen und singen Bully Buhlan und Germaine Damar. Es spielt das Orchester unter der Leitung von Max Greger.

## Kritik
Im Lexikon des Internationalen Films heißt es: „Der allenfalls bescheidenen Unterhaltungsbedürfnissen genügende Film wartet mit einer musikalischen Parade damals populärer Unterhaltungskünstler auf.“